# 美国工人党
美国工人党（英語：Workers Party, USA，缩写为WPUSA）是美国的一个已不存在的共产主义政党。该党成立于1992年。该党的前身是芝加哥的一个名为马列主义研究团体的组织，它曾在意识形态上向阿尔巴尼亚劳动党靠拢，尽管没有与阿尔巴尼亚劳动党建立起正式关系。该党坚持反资本主义和反帝国主义立场。该党的创始人是Michael Thorburn，曾长期担任该党的第一书记兼党刊《工人》（双周刊）的编辑，直到2007年6月12日去世。该党的总部位于芝加哥。